# Frederik van der Meer

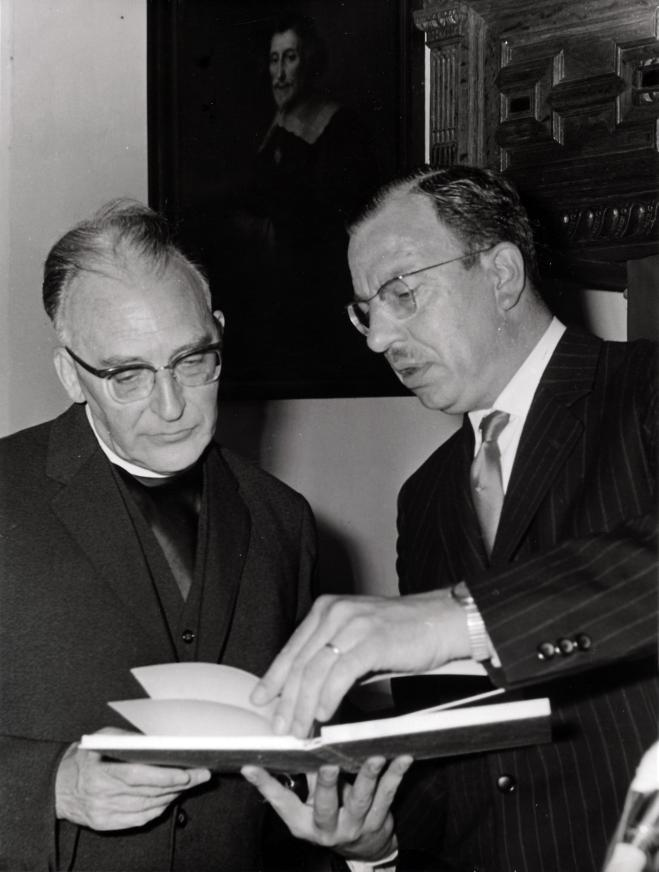
Frits van der Meer mit Louis van de Laar (rechts) bei der Verleihung des P.C.-Hooft-Preises 1964

Frederik van der Meer  (* 16. November 1904 in Bolsward; † 19. Juli 1994 in Nijmegen) war ein niederländischer Priester, katholischer Theologe, Kunstgeschichtler und Kirchenhistoriker.

## Leben
Van der Meer besuchte Gymnasien in Sneek und Culemborg. Ab 1924 studierte er am Priesterseminar der Provinz Utrecht und wurde 1928 zum katholischen Priester geweiht. Ab 1932 studierte er am Päpstlichen Institut für christliche Archäologie (Pontificio Istituto di Archeologia Cristiana) in Rom und wurde dort 1934 promoviert mit der Arbeit Maiestas Domini. Théophanies de l’Apocalypse dans l’art chrétien. Étude sur les origines d’une iconographie spéciale du Christ (Vatikan 1938, Antwerpen 1978, auch niederländisch, deutsch und englisch). Ab 1939 war er an der Katholischen Universität Nijmegen (heute Radboud-Universität Nijmegen) Dozent, ab 1946 außerordentlicher Professor für Christliche Archäologie und Liturgie und von 1955 bis 1974 ordentlicher Professor für Kunstgeschichte, Christliche Archäologie und Ikonografie. Er verbrachte seinen Lebensabend im Kloster Huize St. Jozef der Franziskanerinnen von Waldbreitbach in Lent (Nijmegen).
Van der Meer war Mitglied der Königlich Niederländischen Akademie der Wissenschaften (1950), erhielt 1964 den P.C.-Hooft-Preis und war auch mehrfach Träger weiterer Preise.

## Werke

### Apokalypse
- Maiestas Domini. Théophanies de l’Apocalypse dans l’art chrétien. Étude sur les origines d’une iconographie spéciale du Christ, Vatikan 1938
  - L’Apocalypse dans l’art, Antwerpen 1978 (Vorwort von Jean Delumeau)
  - Apocalypse. Visioenen uit het Boek der Openbaring in de kunst, Antwerpen 1978
  - Apokalypse. Die Visionen des Johannes in der europäischen Kunst, Antwerpen 1978, Freiburg im Breisgau 1978
  - Apocalypse. Visions from the Book of Revelation in western art, London 1978

### Atlanten
- Atlas van de Westerse beschaving, Amsterdam/Brüssel 1951, 1953 (Atlas der abendländischen Kultur)
  - Atlas de la civilisation occidentale, Paris/Brüssel/Amsterdam 1952 (228 S.)
  - Atlas of Western civilisation, Amsterdam 1955, Princeton 1960
  - Bildatlas der abendländischen Kultur, Gütersloh 1962, 1965
  - (mit M.A. Schwartz) Beknopte atlas van de westerse beschaving, 1952 (Kurzfassung)
  - (mit G. Lemmens) Kleine atlas van de Westerse beschaving, 1964
  - Petit atlas de la civilisation occidentale, Paris/Brüssel 1964
  - Shorter atlas of Western civilization, London 1967
  - Panorama de cultura occidental, Madrid 1967
- (mit Christine Mohrmann) Atlas van de Oudchristelijke Wereld, 1958 (Atlas der frühchristlichen Welt)
  - Atlas of the Early Christian World, London 1958
  - Bildatlas der frühchristlichen Welt, Gütersloh 1959 (215 S.)
  - Atlas de l’Antiquité chrétienne, Paris/Brüssel
- Atlas de l’Ordre cistercien, Paris 1965 (Atlas des Zisterzienserordens)

### Katechismus
- Catechismus. Dat is onderrichting in het ware geloof, 1941
  - Katechese. Eine Unterweisung im Glauben der Kirche, Köln 1954, 1963; Leipzig 1958
  - Das Glaubensbekenntnis der Kirche, Freiburg im Breisgau 1963
  - El Símbolo de la fe, Madrid 1963
  - The faith of the Church. Theology for the layman, London u. a. 1966

### Augustinus
- Augustinus de zielzorger. Een studie ouer de praktijk van een kerkrader, Utrecht/Brüssel 1947, Kampen 2008
  - Augustinus der Seelsorger. Leben und Werk eines Kirchenvaters, Köln 1951; 3. Auflage, 1958
  - Saint Augustin. Pasteur d’âmes, 2 Bde., Colmar/Paris 1955, 1959
  - Augustine the bishop. The life and work of a father of the church, London 1961, 1978, 1983
  - Augustine the bishop. Religion and society at the dawn of the Middle Ages, New York 1961
  - San Agustín, pastor de Almas. Vida y obra de un padre de la Iglesia, Barcelona 1965
  - Sant'Agostino, pastore d’anime, Rom 1971

### Weitere Kunstgeschichte und Kirchengeschichte
- Geschiedenis eener kathedraal, Utrecht/Antwerpen 1940, 1952
- Christus’ oudste gewaad. Over de oorspronkelijkheid der Oud-Christelijke Kunst, Utrecht/Brüssel 1949
- Keerpunt der Middeleeuwen. Tussen Cluny en Sens, Utrecht 1950, 1962
- Uit het oude Europa. Twintig herinneringen, Amsterdam/Brüssel 1957
  - Auf den Spuren des alten Europa. Christliche Bilder und Stätten, Köln 1958
- Oudchristelijke kunst, Zeist 1959
  - Altchristliche Kunst, Köln 1960
  - Early Christian art, Chicago/London 1967
- Paasmorgen. Bij het altaarluik van Rogier van der Weyden in het museum te Berlijn en de feestikoon genaamd Anástasis, Utrecht 1959
  - Ostermorgen. Zum Altarflügelbild des Rogier van der Weyden und zur Fest-Ikone genannt Anástasis, Köln 1961
- Zeven ware legenden, Utrecht/Antwerpen 1962
  - Sieben wahre Legenden, Köln 1962
- Onbekende kathedralen in Frankrijk, Amsterdam/Brüssel 1967
  - Cathédrales méconnues de France, Brüssel/Paris 1968
- Lofzangen der Latijnse Kerk, Utrecht 1970
- Open Brief over Geloof en Eredienst, Utrecht 1973
- Imago Christi. Christusbeeltenissen in de sculptuur benoorden Alpen en Pyreneeën, 1980
  - Christus. Der Menschensohn in der abendländischen Plastik, Antwerpen 1980
  - Images du Christ dans la sculpture au nord des Alpes et des Pyrénées, Antwerpen/Paris 1980
- Die Ursprünge christlicher Kunst, Freiburg im Breisgau 1982 (zuerst niederländisch, 1939)
- Rome en Chartres. Een stad, een kathedraal, Antwerpen 1982